# Günter Dreibrodt
Günter Dreibrodt (Roßlau, 26 de julho de 1951) é um ex-handebolista alemão oriental, foi campeão olímpico.
Günter Dreibrodt fez parte do elenco campeão olímpico de 1980, ele jogou seis partidas e anotou treze gols.

## Títulos
- Jogos Olímpicos:
  - Ouro: 1980